# Joseph de Turmel
Pour les articles homonymes, voir de Turmel.
Joseph de Turmel (1770-1848) est un député français de la Restauration. Il fut maire de Metz de 1816 à 1830 et député de la Moselle de 1820 à 1830.

## Biographie
Fils du maréchal de camp Claude Joseph de Turmel et d'Élisabeth Goussaud, Joseph Charles naît le 17 août 1770 à Metz en Moselle. Lorsque la Révolution française éclate, Joseph de Turmel émigre et se met au service de l'armée des Princes. 
Rentré en France sous le Consulat, Joseph de Turmel s'occupe d'agriculture, en particulier de la culture du colzas. Suivant les enseignements des agronomes Daubenton et Tessier, il reçoit un prix de la société d'agriculture du département de la Moselle en 1810, pour son élevage ovin. Élu maire de Metz le 7 février 1816, il restera à la tête de la mairie jusqu'en août 1830. Il est fait chevalier de Saint-Louis sous la Restauration. 
Joseph de Turmel est élu à l'Assemblée nationale pour le département de la Moselle, le 13 novembre 1820. Disposé tout d'abord à protester contre les mesures réactionnaires du ministère, il se range peu à peu dans le camp ministériel. Pour son soutien passif, Joseph de Turmel est nommé inspecteur des forêts en 1820. Réélu dans le 3e arrondissement de la Moselle (Metz), le 13 novembre 1822, son mandat est renouvelé le 25 février 1824. Nommé payeur du Trésor à Metz en janvier 1825, Joseph de Turmel est fait officier de la Légion d'honneur le 19 mai de la même année. Il est réélu sans surprise à l'Assemblée nationale le 17 novembre 1827, dans la majorité ministérielle. Il échoue aux élections du 23 juin 1830, face au baron de Semellé. 
Refusant de prêter serment à la Monarchie de Juillet, il se retire de la sphère publique. Un de ses fils, procureur du roi à Briey, est aussi destitué. Joseph de Turmel décède à Metz le 18 mars 1848, à l'âge de 77 ans.

## Sources
- « Joseph de Turmel », dans Adolphe Robert et Gaston Cougny, Dictionnaire des parlementaires français, Edgar Bourloton, 1889-1891 [détail de l’édition]
- André Gain: Un officier messin, Claude-Joseph de Turmel, maréchal de camp (1741-1816), in Les Cahiers Lorrains, n°4, 1932.